# Blažim (Észak-plzeňi járás)
Blažim település Csehországban, a Észak-plzeňi járásban. Blažim Ostrov u Bezdružic, Krsy és Úterý településekkel határos. Lakosainak száma 65 fő (2024. január 1.).

## Népesség
A település lakosságának változását az alábbi diagram mutatja:
| Lakosok száma | 216  | 217  | 228  | 111  | 104  | 86   | 65   | 56   | 65   | 65   |
|               | 1869 | 1890 | 1921 | 1950 | 1980 | 2001 | 2017 | 2019 | 2022 | 2024 |